# Kanta Makino
Kanta Makino (牧野 寛太 Makino Kanta?), född 2 juni 1997 i Osaka prefektur, är en japansk fotbollsspelare.
Makino började sin karriär 2020 i AC Nagano Parceiro.